# Luis Gardeweg
Luis Arturo Gardeweg Villegas (Valparaíso, 10 de noviembre de 1897 - Santiago, 31 de agosto de 1985) fue un profesor, abogado y político conservador chileno.
Fue hijo de Enrique Gardeweg Werra y de Amalia Villegas Villegas. Contrajo matrimonio en 1938 con Carmen Lacourt Melo y entre sus hijos destacaron Germán Gardeweg, subsecretario del Interior (1983) y Carmen Gardeweg, periodista.

## Actividades profesionales
Estudió en el Colegio de los Sagrados Corazones de Valparaíso y en el Instituto Pedagógico de la Universidad de Chile, donde se graduó como profesor de Historia y Geografía (1919). Estudió además Derecho en la misma Universidad, donde juró como abogado (1920), con una tesis titulada “Comisión revisora de poderes: Ley de 8 de febrero de 1906”.
Profesor de Historia en el Liceo “Federico Hanssen” (1918-1920), Rector del Liceo Nocturno del mismo nombre (1920-1925). En el mismo período hizo clases de educación cívica en la Universidad Popular “Juan Enrique Concha”.
Desarrolló actividades agrícolas en la provincia de O’Higgins y en Llanquihue. Fue presidente y gerente de la agrícola y forestal Purranque S.A.

## Actividades políticas
Militante del Partido Conservador, fue Regidor de la Municipalidad de Providencia (1930-1933).
Elegido Diputado por la 7.ª agrupación departamental, correspondiente al 3.er. Distrito Metropolitano: Puente Alto (1933-1937), participando de la comisión permanente de Educación.
Reelegido Diputado por la misma agrupación (1937-1941), en esta oportunidad formó parte de la comisión permanente de Constitución, Legislación y Justicia.
Volvió a ganar tres veces más las elecciones como Diputado por Puente Alto (1941-1945, 1945-1949 y 1949-1953). En estos períodos integró las comisiones de Hacienda, la de Gobierno Interior y la de Constitución, Legislación y Justicia.